# Ptîce, Domanivka
Ptîce (în ucraineană Птиче) este un sat în comuna Akmecetski Stavkî din raionul Domanivka, regiunea Mîkolaiiv, Ucraina.

## Demografie
Componența lingvistică a localității Ptîce
     Ucraineană (88,61%)
     Rusă (10,13%)
     Română (1,27%)
Conform recensământului din 2001, majoritatea populației localității Ptîce era vorbitoare de ucraineană (88,61%), existând în minoritate și vorbitori de rusă (10,13%) și română (1,27%).